# 多里安·莫尔特莱特
多里安·莫尔特莱特（法語：Dorian Mortelette，1983年11月24日—），法国男子赛艇运动员。他曾代表法国参加2008年、2012年年和2016年夏季奥林匹克运动会赛艇比赛，共获得一枚银牌和一枚铜牌。